# Milagros (Masbate)
Pour les articles homonymes, voir Milagros.
Milagros est une localité de la province de Masbate, aux Philippines. En 2015, elle compte 57 473 habitants.